# Murrayfield Stadium
El Murrayfield Stadium és un recinte esportiu dedicat al rugbi. Es troba localitzat a Edimburg i compta amb una capacitat de 67.500 espectadors.
És la seu de la Unió Escocesa de Rugby i un símbol dintre del món del rugbi. La selecció escocesa de rugbi juga en aquest estadi des de la seva inauguració, el 21 de març de 1925 disputant un encontre contra la selecció d'Anglaterra. Aquest any que obté per primera vegada en la seva història el Grand Slam del Cinc Nacions. A l'Estadi Murrayfield s'han disputat a més de partits de rugbi, competicions de futbol, futbol americà i recitals d'importants grups musicals, com per exemple U2 i els Red Hot Chili Peppers. Durant el 2005 va ser seu d'un dels concerts del Live 8 amb The Corrs, Travis i Texas entre d'altres.
Al costat sud-est de l'estadi, prop del pont de ferrocarril, hi ha un memorial erigit en homenatge als jugadors de rugbi escocesos que van perdre la vida en el transcurs de les dues guerres mundials.